# Montpelliernellike
Montpelliernellike (Dianthus monspessulanus), også skrevet Montpellier-Nellike, er en art af nellikeslægten, som er hjemmehørende i Sydeuropa, hvor den findes i Balkan, Italien, Frankrig, Schweiz, Østrig, Spanien og Portugal. 
Artsnavnet monspessulanus betyder "fra Montpellier". Den vokser i tørre græsarealer, skove og heder, i en højde af 0-2200 m over havets overflade og foretrækker veldrænet jord i solrige steder. Dens naturlige Blomstens farve kan være alt fra hvid, lyserød til lys lilla.

## Beskrivelse
Montpellier-Nellike er en plante med en gennemsnitlig størrelse på 30 - 60 cm. Stilken er grøn, rank, glat og forgrenet ved toppen, bladene er modsatte, enkle og lineære og mere eller mindre oprejst med en kappe, som omfavner stilken. De er omkring 3 mm tykke, 0,5 cm brede og 10 cm lange. 
Blomsterbægeret er et grøn cylindrisk rør, som er 2 cm lang, med rødlige tænder. Montpellier-Nelliker er hermafroditer og findes oftest tæt på hinanden 3-5 stykker sammen. De har fem lyserøde eller hvide kronblade, som er 10-15 mm lange med frynsede spidser. Blomstringen strækker sig fra maj til august. Deres frugt er kapsler med et par frø.

## Galleri
- Nærbillede på en blomst af montpellier-nellike
- Montpellier-Nellike
- Nærbillede af en lyserød blomst af montpellier-nellike
- Nærbillede af en hvid blomst af montpellier-nellike
- Sidebillede af blomsten af montpellier-nellike
- Stilke og blade af montpellier-nellike